# 约斯塔·东克尔
约斯塔·东克尔（瑞典語：Gösta Dunker，1905年9月16日—1973年6月5日），瑞典男子足球运动员，场上位置是前锋。他曾代表瑞典国家队参加1934年国际足联世界杯，结果队伍获得第八名。